# Paxton (Scottish Borders)
Paxton ist eine Ortschaft im Südosten der schottischen Council Area Scottish Borders beziehungsweise in der traditionellen Grafschaft Berwickshire. Sie liegt rund neun Kilometer westlich des englischen Berwick-upon-Tweed und neun Kilometer südlich von Eyemouth nahe der schottisch-englischen Grenze. Westlich verläuft das Whiteadder Water, das ein kurzes Stück flussabwärts in den Tweed mündet.

## Geschichte
Bereits im 12. Jahrhundert wurde ein Kirchengebäude am Standort erwähnt. Die heutige Paxton Church stammt jedoch aus dem Jahre 1908.
Paxton entwickelte sich mit dem Bau von Paxton House in der Mitte des 18. Jahrhunderts. Patrick Home gab das palladianische Herrenhaus in Auftrag. Heute ist dort ein Kunstmuseum untergebracht, welches die National Galleries of Scotland betreut.
Im Jahre 1961 wurden in Paxton 187 Einwohner gezählt.

## Verkehr
Die B6460 bildet die Hauptverkehrsstraße Paxtons. Im Osten ist innerhalb weniger Kilometer die A1 erreichbar, die London mit Edinburgh verbindet. Im Norden verläuft die A6105 (Earlston–Berwick-upon-Tweed). 1820 wurde südlich von Paxton mit der Union Bridge eine Querung des Tweeds zwischen Schottland und England geschaffen. Sie ist die älteste Straßenbrücke in Schottland, die als Hängebrücke gearbeitet wurde. Heute ist sie von geringer infrastruktureller Bedeutung.